# Mohamed Afrah Qanyare
Mohamed Afrah Qanyare (som. Maxamed Qanyare Afrax, arab. محمد قنيري افرح, ur. 27 lutego 1941 w Ceelbuur, zm. 29 czerwca 2019 w Mogadiszu) – somalijski polityk, wojskowy, parlamentarzysta, minister bezpieczeństwa, kandydat w wyborach prezydenckich w 2009.